# Olympia (Utrechtse bioscoop)
Olympia is een voormalige bioscoop in de Nederlandse stad Utrecht.
In tegenstelling tot de eerder geopende Utrechtse bioscopen werd Olympia buiten het centrum gevestigd. Hij werd als buurtbioscoop rond 1929 geopend aan de Amsterdamsestraatweg 350. De architect F.P.J. Peutz verzorgde het ontwerp in de vorm van een prominent bouwblok op de hoek van de Amsterdamsestraatweg en de 2e Daalsedijk met daarin de bioscoop en bovenwoningen. Het programma bestond uit actiefilms; later kwamen daar onder meer seksfilms bij.
In 1984 sloot de bioscoop zijn deuren wegens teruglopende bezoekersaantallen. Nadat er een casino in was gevestigd kreeg het bioscoopgedeelte een herbestemming naar winkels.